# Minoriten-Schlössl

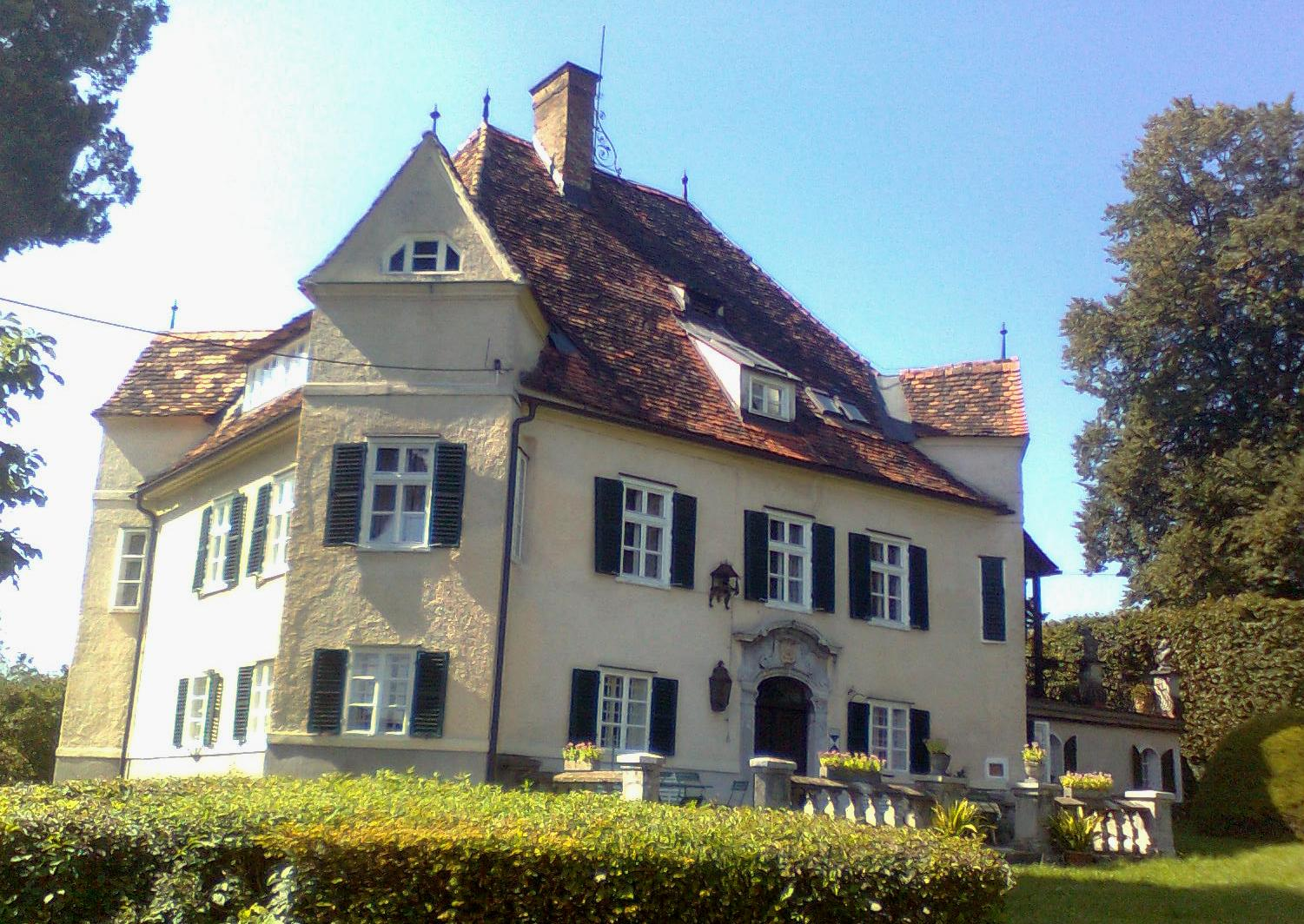
Minoriten-Schlössl

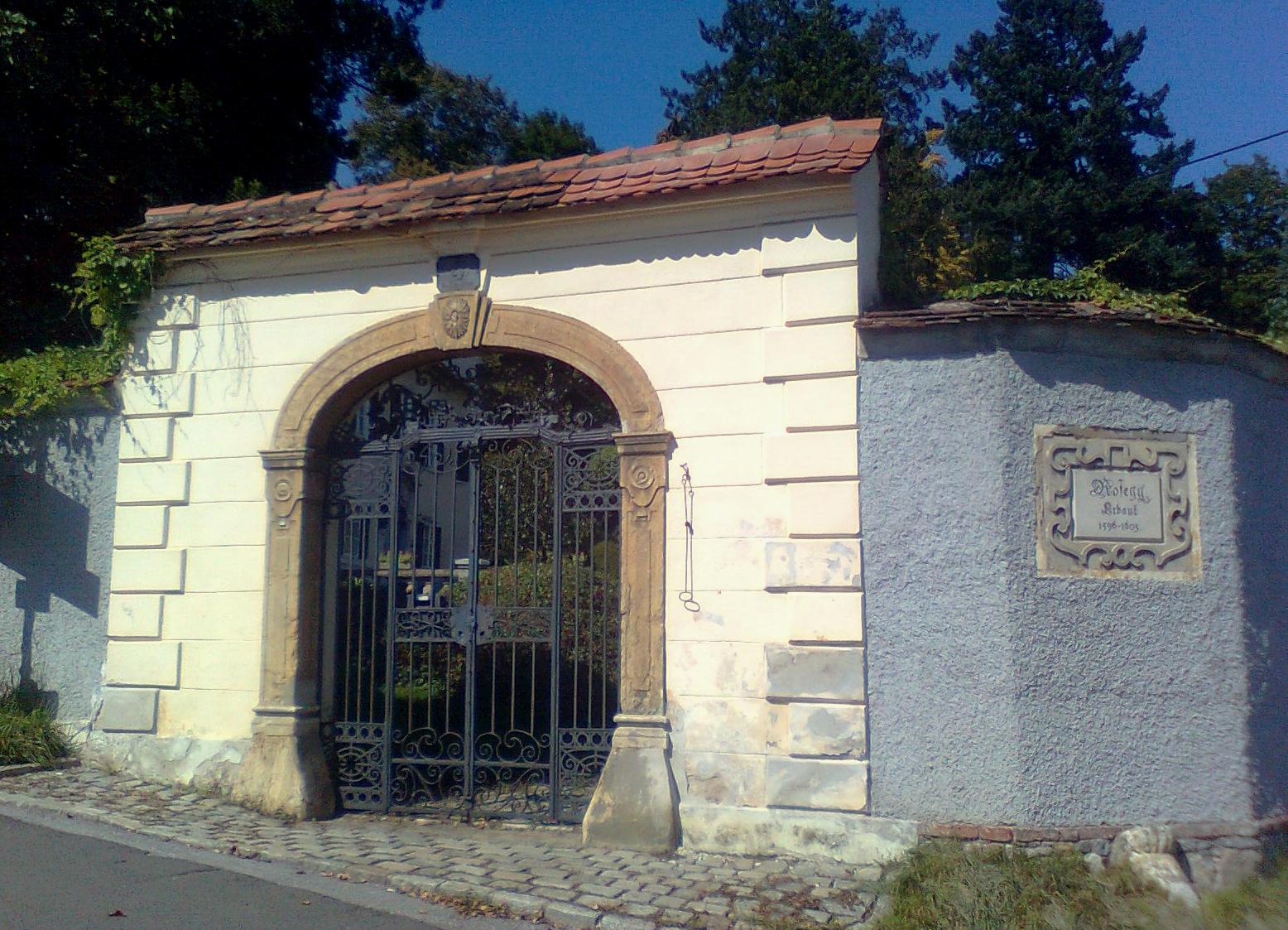
Minoriten-Schlössl

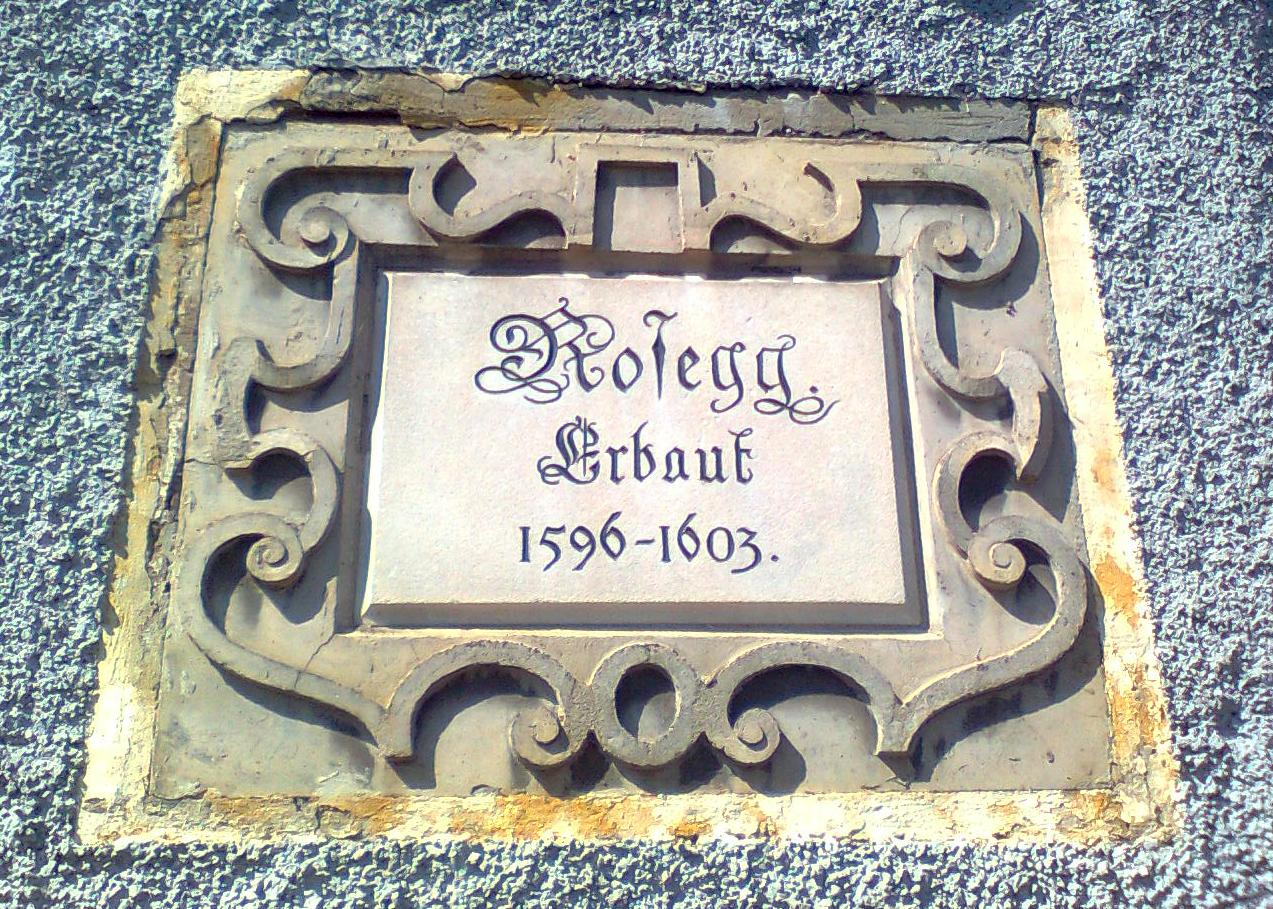
Namenstafel

Das Minoriten-Schlössl, auch Speidlsegg, Luschinschlössl oder Rosegg genannt, ist ein kleines Schloss in der Quellengasse im dritten Grazer Stadtbezirk Geidorf. Es steht oberhalb der Stadt auf dem Grazer Rosenberg.

## Geschichte
Der landschaftliche Sekretär Stephan Speidel zu Vatersdorf, der mit der 1574–1598 bestehenden Grazer evangelischen Stiftsschule eng verbunden war, ließ 1596/97 auf seinem Grund das kleine Schloss errichten. Nach der Fertigstellung im Jahr 1603 wurde es nach seinem Besitzer „Speidelsegg“ genannt. Im selben Jahr besuchte der Bischof von Lavant, Georg Stobäus von Palmburg, die Anlage. Die Bauarbeiten wurden von Speidls Bruder Sebastian fortgeführt. Ab 1618 erhielt das Anwesen den Namen „Rosegg“. Von 1637 bis 1789 befand es sich im Besitz des Grazer Minoritenkonvents, bevor es in bürgerliches Eigentum überging. In der Mitte des 19. Jahrhunderts beherbergte das Minoriten-Schlössl ein Kaffeehaus. Der bekannte Rechtshistoriker Arnold Luschin-Ebengreuth übernahm das Gebäude und sorgte für eine Ausgestaltung des Schlösschens. Er ließ Bauteile, die von abgebrochenen Grazer Bürgerhäusern stammten, in den Bau integrieren. Heute befindet sich das Minoriten-Schlössl in Privatbesitz.

## Architektur und Gestaltung
Am quadratischen und zweigeschoßigen Baublock sind zwei schräggestellte Ecktürmchen angebracht. Ursprünglich war ein hölzerner Umgang daran befestigt. Auch besitzt das Minoriten-Schlössl ein steiles Zeltdach und eine Hoffront mit spätbarockem Steinportal (um 1770), das Josef Hueber zugeschrieben wird. An der Nordseite ist eine Terrasse mit Balustradenzier angebracht. Die schmiedeeisernen Korbgeländer beinhalten vier Sandsteinbüsten von Philosophen und Imperatoren und stammen aus der ersten Hälfte des 18. Jahrhunderts.
Im Inneren des Schlosses befindet sich im Flur eine steinerne Spätrenaissance-Türrahmung mit Ranken-Relief aus dem 16. Jahrhundert. Die Holzbalkendecken im Erd- und Obergeschoß stammen aus der Bauzeit. Eine Marmorfigur der Fortuna ist im Universalmuseum Joanneum zu besichtigen. Rechts neben dem Portal an der Außenmauer ist eine Tafel mit dem Namen „Rosegg“ und der Bauzeit angebracht.
Im Garten stehen klassizistische Sandsteinfiguren der Fortuna, des Merkur und des Vulkan, die um 1806 geschaffen wurden. In die Umfassungsmauer des Gartens ein josephinisch-klassizistisches Steinportal aus 1780/90 eingelassen. Es besitzt ein schmiedeeisernes Oberlichtgitter.